# ミールザー・アズィーズ・コーカ

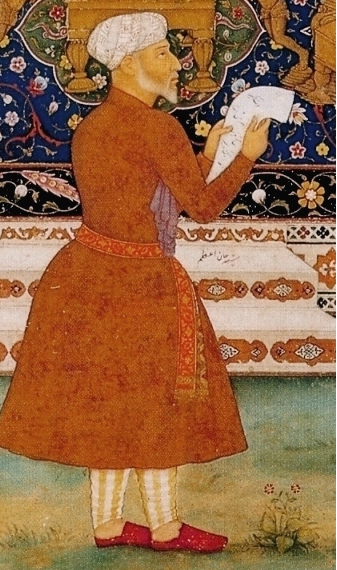
ミールザー・アズィーズ・コーカ

ミールザー・アズィーズ・コーカ（Mirzā Azīz Koka, 1542年 - 1624年）は、北インド、ムガル帝国の政治家。ハーニ・アーザム（Khan-i-Azam）とも呼ばれる。

## 生涯

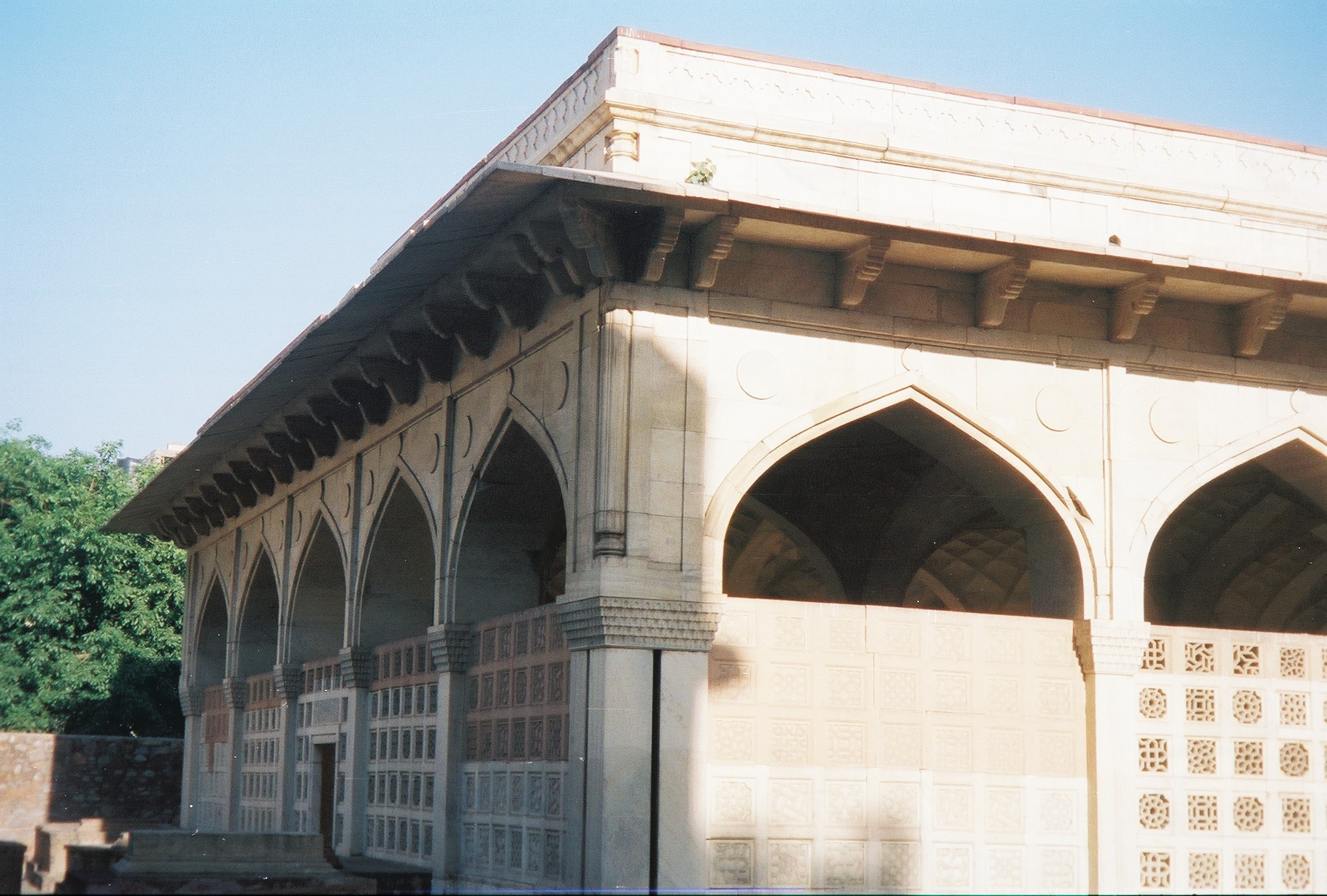
ミールザー・アズィーズ・コーカの建設したチャウサト・カンバー

1542年、ムガル帝国の家臣アトガ・ハーンとその妻ジージー・アナガとの間に生まれた。父は皇帝フマーユーンが危地に陥った時に助けた命の恩人であり、母はその息子アクバルの乳母であった。彼はアクバルの乳兄弟であったため、乳兄弟を意味する「コーカ」の称号を得た。
1562年5月に父のアトガ・ハーンが殺害されたのち、1566年から翌年にかけてニザームッディーン・アウリヤー廟の横に父の墓廟チャウサト・カンバーを建設した。
ミールザー・アズィーズ・コーカはグジャラート、マールワー、ベンガルの諸州の太守を歴任したばかりか、娘のハビーバ・バーヌー・ベーグムをアクバルの皇子ムラードに嫁がせた。彼らの間には2人の息子が生まれた。
1601年、老齢のアクバルに対して皇子サリーム（のちのジャハーンギール）が反乱を起こすと、ミールザー・アズィーズ・コーカとマーン・シングはサリームの息子フスローを推して対抗した。だが、結局は宮廷での会議により、フスローではなくサリームの継承を認めた。
1606年、皇帝ジャハーンギールに対してフスローが反乱を起こすと、ミールザー・アズィーズ・コーカがこれに対応し、鎮圧した。
1624年、ミールザー・アズィーズ・コーカは死亡し、その遺体は父と同じチャウサト・カンバーに埋葬された。